# Leptataspis similis
Leptataspis similis är en insektsart som beskrevs av Schmidt 1911. Leptataspis similis ingår i släktet Leptataspis och familjen spottstritar. Inga underarter finns listade i Catalogue of Life.